# Rimbert
Rimbert (Rymbert, Rambert; ur. około 830 we Flandrii niedaleko Torhout, zm. 11 czerwca 888 w Bremie) – mnich z opactwa Torhout, wraz z Ansgarem uczestniczył w wyprawach misyjnych do Skandynawii. 
Po śmierci Ansgara w 865 r. został jego następcą na stolcu arcybiskupstwa w Hamburgu i Bremie. Kontynuował akcję misyjną na terenie Fryzji, Danii i Szwecji, w 882 r. założył opactwo w Bücken. Około 875 r. napisał Vita Ansgarii, biografię św. Ansgara.